# كتيبة المهندسين الرابعة عشر
اللواء 14 كتيبة المهندسين هي كتيبة مهندسين قتاليلن في جيش الولايات المتحدة ومقرها في قاعدة لويس ماكورد المشتركة، واشنطن. الكتيبة هي وحدة تابعة للواء سترايكر الثاني وفرقة المشاة الثانية I Corps (الولايات المتحدة) [الإنجليزية]. الشعار الرسمي للكتيبة هو "Gong Mu Ro" (وتعني "الواجب أولاً" باللغة الكورية) وصرخة المعركة "Rugged!".

## تاريخ

### التنشيط خلال الحرب العالمية الثانية
بدأت كتيبة المهندسين في اللواء الرابع عشر باعتبارها الكتيبة الثانية من كتيبة المهندسين القتالية السادسة والثلاثين وفُعلت في 1 يونيو 1941 في الثكنات الحجرية القديمة [الإنجليزية]، نيويورك. قاتلت الكتيبة في عشر حملات خلال الحرب العالمية الثانية، بما في ذلك خمس هجمات برمائية على الشاطئ: الجزائر / الفرنسية، المغرب، صقلية، نابولي، أنزيو، وجنوب فرنسا. تضمنت شارات الكتف الخاصة بالفوج 36 حصان البحر، مما يعكس العمليات البرمائية للوحدة، ولا تزال على شارة الوحدة المميزة للمهندس الرابع عشر. بالإضافة إلى العديد من مهام الهندسة القتالية، قاتلت الكتيبة بشكل متكرر كقوات مشاة، بما في ذلك 47 يومًا متواصلاً في أنزيو بيجهيد.
أعيد تنظيم الفوج في 15 فبراير 1945 في ألمانيا ليصبح مجموعة المهندسين القتالية السادسة والثلاثين، وأعيد تسمية الكتيبة الثانية كتيبة المهندسين القتالية رقم 2827. عُطلت الكتيبة في 25 فبراير 1946 في معسكر كيلمر [الإنجليزية]معسكر كيلمر، نيو جيرسي.
أعيد تصميم كتيبة مهندس قتالية [الإنجليزية] 2827 في 29 أبريل 1947 لتصبح كتيبة المهندسين القتالية الرابعة عشرة، وفُعلت في 15 مارس 1950 في كيسارازو، هونشو، اليابان، كجزء من قوات احتلال الجيش الأمريكي بعد الحرب.

### الحرب الكورية
هبطت كتيبة المهندسين القتالية الرابعة عشرة في كوريا في 18 يوليو 1950. مُنحت الكتيبة الثناء وحدة الجدارة [الإنجليزية] (أقل من السرية أ) لقتالها كقوات مشاة مع فرقة المشاة الخامسة والعشرون (الولايات المتحدة) [الإنجليزية]، ودورها في اختراق محيط بوسان. حصلت شركة الفا على ثناء وحدة الاستحقاق لخدمتها كقوات مشاة لدعم فرقة الفرسان الأولى (الولايات المتحدةفرقة الفرسان الأولى) الولايات المتحدة [الإنجليزية]، ووحدة الاقتباس من الوحدة الرئاسية الكورية [الإنجليزية] لعمليات تطهير حقول الألغام. عُطلت الكتيبة مرة أخرى في 25 يونيو 1958 في كوريا.
أُعيد تنشيط 14th CBT EN BN في 17 يونيو 1962 في فورت براغ، بولاية نورث كارولينا حيث كانت تعمل حتى نُسبت للخدمة في جمهورية فيتنام.

### حرب فيتنام
أنتشرت كتيبة المهندسين القتالية الرابعة عشرة في فيتنام في 19 أكتوبر 1966، وشاركت في 12 حملة من عام 1966 إلى عام 1971. حصلت الكتيبة على إشادة وحدة أخرى جديرة بالتقدير لدورها في عمليتي جاتلينج وسمرال، وحصلت أيضًا على ميدالية الأعمال المدنية [الإنجليزية]. بالإضافة إلى ذلك مُنحت الفصيلة الثانية، سرية ألفا، وسام التنويه للوحدة الرئاسية [الإنجليزية] أثناء دعمها للكتيبة الثانية، سلاح الفرسان السابع خلال العمليات في مقاطعة بينه ثوين. خدمت الكتيبة مع وحدات مختلفة بما في ذلك فرقة الفرسان الأولى والفرقة 101 المحمولة جوا. كما قام متطوعون من الكتيبة بنقل الذخيرة لتطويق مشاة البحرية الأمريكية في حي صحن.

### الحرب الباردة
عادت كتيبة المهندسين القتالية الرابعة عشرة إلى الولايات المتحدة في أغسطس 1971. أصبح المقر الجديد للكتيبة هو فورت أورد، كاليفورنيا، حيث دمجت الكتيبة كل من المهمة وأفراد كتيبة المهندسين 613. في 3 فبراير 1989، عُينت الشركة الكيميائية 761 في الكتيبة، وأنتشرت في المملكة العربية السعودية في العام التالي لدعم عمليات درع الصحراء وعاصفة الصحراء، والعودة في أبريل 1991. نتيجة لانسحاب الجيش الأمريكي في التسعينيات وإغلاق فورت أورد، انتقلت الكتيبة إلى فورت لويس (الآن قاعدة لويس ماكورد المشتركة)، واشنطن في صيف عام 1993. تعطل نشاط شركة الكيماويات رقم 761 نتيجة الانسحاب.
أُعيدت تسمية سرية برافو في أبريل 1999 كوحدة حرس وطني لا تزال مرتبطة بالكتيبة، عُينت الشركة الكيميائية الحادية عشرة في 16 يوليو 1999 (المعاد تعيينها من إغلاق فورت ماكليلان) للكتيبة. نُقلت الشركة الكيميائية الحادية عشرة إلى فورت لويس، عُطلت وأُزيلت من الترتيب الرابع عشر للمعركة CBT EN BN في نوفمبر - ديسمبر 1998 وفي سبتمبر 2004.

### عملية حرية العراق
انتشرت كتيبة المهندسين القتالية الرابعة عشرة في العراق لدعم عملية حرية العراق (OIF 1) مع لواء المهندسين 555 وفرقة فرقة المشاة الرابعة (الولايات المتحدة) من أبريل 2003 إلى أبريل 2004. خلال هذا الوقت، دعمت الكتيبة العديد من المهام وكان أكثرها شهرة لبدء عملية Trailblazer للبحث عن الأجهزة المتفجرة المرتجلة (IEDs) وتدميرها. وحصلت الكتيبة على جائزة الوحدة الشجاعة [الإنجليزية] تقديرا لجهودها. عاد الرابع عشر إلى العراق للمرة الثانية مع لواء الدعم القتالي 555 (تعزيز المناورة) من نوفمبر 2005 إلى أكتوبر 2006 لـ OIF 05-07 لمواصلة هذه المهمة باستخدام أحدث معدات تطهير الطرق المدرعة لدعم الفرقة 101 المحمولة جواً. والشعبة المتعددة الجنسيات الشمالية.أُلحقت سرية المهندسين 122 (الحرس الوطني لجيش كارولينا الجنوبية) بالكتيبة لتشكيل فرقة تريل بليزر. أكمل المشروع الرابع عشر أكثر من 100 مشروع بناء، وتطهير آلاف الكيلومترات من الطرق، وتحييد عدد مذهل من أكثر من 700 عبوة ناسفة. مواجهة أكثر من 1000 عملية تفجير. تلقت الكتيبة إشادة الوحدة الجديرة بالتقدير وحصلت على وسام كتيبة العمل القتالي لـ 67٪ من الجنود في الكتيبة الذين حصلوا على شارة العمل القتالي [الإنجليزية].
تحولت الكتيبة الوعرة إلى كتيبة تأثيرات قتالية معيارية في فبراير 2007 وأوقفت نشاط شركتيها A و C. وأستبدلت شركاتها المكتوبة بالأحرف بـ: 570 و 571 شركة هندسية، و 22 التخليص، و 610 شركة دعم المهندسين. عُينت سرية الدعم الأمامي (FSC) والمقر الرئيسي (HHC) للكتيبة.
عادت الكتيبة في جولتها الثالثة والأطول في العراق لـ OIF 08-09 من 12 أبريل 2008 - 1 يوليو 2009 حيث قدمت تطهير الطريق والبناء وشراكة الجيش العراقي في جميع أنحاء البلاد. قامت بتطهير أكثر من 140 عبوة ناسفة، وأكملت 122 مشروعًا لبناء القوات، وأدارت 34 مليون دولارًا في مشاريع الإغاثة الطارئة للقادة لتحسين القدرات المدنية، وتدريب عناصر من أربعة أفواج مهندس ميداني عراقي.
شاركت الكتيبة في كل حملة عراقية ما عدا الفجر الجديد.

### عملية الحرية الدائمة
انتشرت الكتيبة في أفغانستان في يوليو 2011 في جولتها القتالية الرابعة خلال تسع سنوات.انتشرت الكتيبة وجميع الشركات التابعة لها في القيادة الإقليمية الجنوبية والجنوبية الغربية لدعم الجيش الأمريكي، ومشاة البحرية الأمريكية، ووحدات الجيش البريطاني في إقليمي هلمند وقندهار. كان للكتيبة أيضًا سيطرة عملياتية على وحدات تطهير الطرق التابعة للجيش الأمريكي والتي تدعم وحدات الجيش الإسباني والإيطالي في القيادة الإقليمية الغربية. كانت المهمة الأساسية للوحدة هي تطهير الطريق مرة أخرى. أزالت الكتيبة أكثر من 600 عبوة ناسفة من ساحة المعركة خلال الجولة.

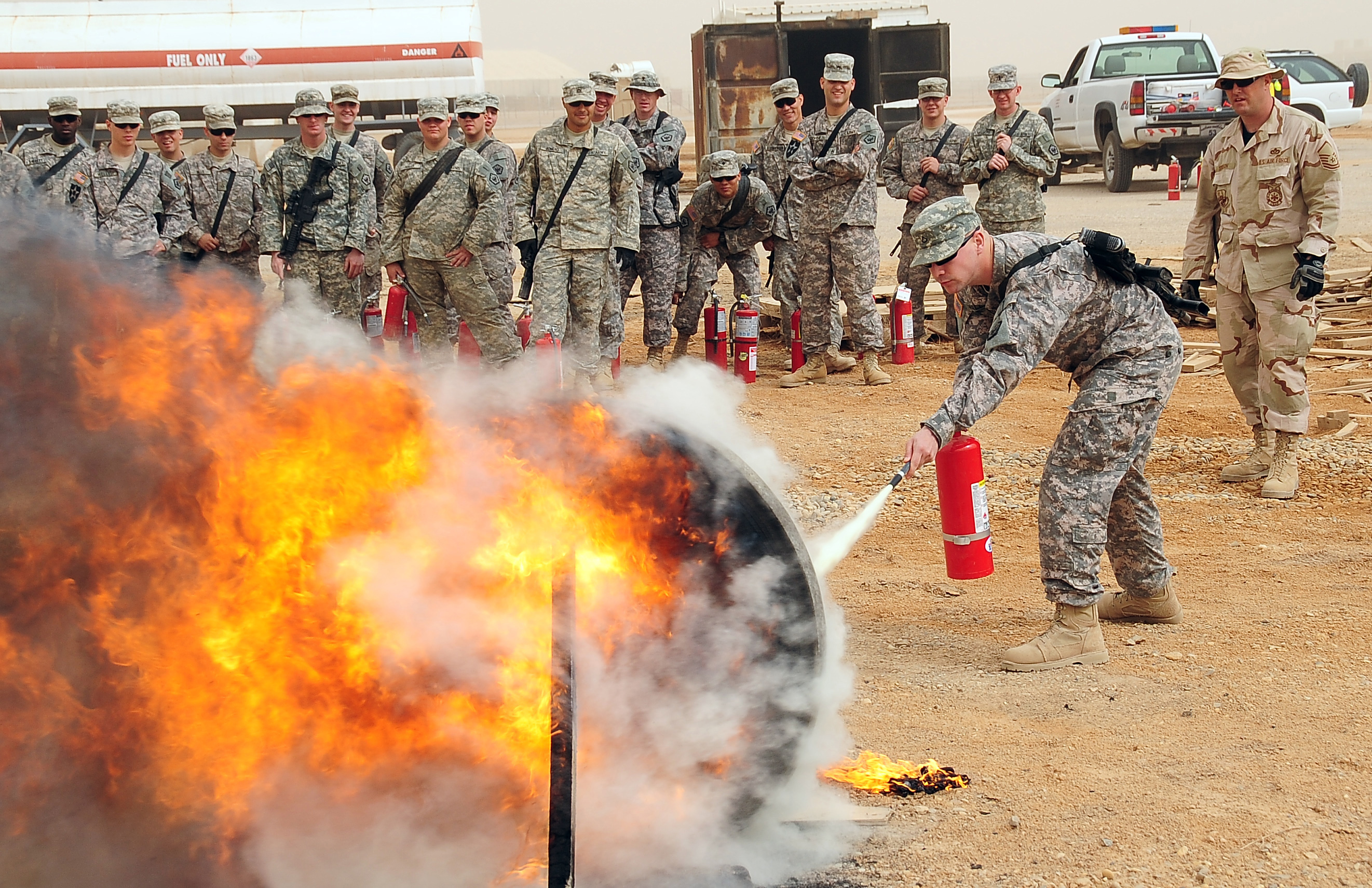
الجندي الرابع عشر EN BN يجري تدريبًا على رجال الإطفاء، العراق، 2009.

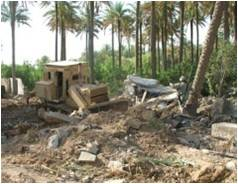
الجنود الرابع عشر EN BN يدفعون الأنقاض بحثًا عن عناصر ذات قيمة استخبارية، العراق حوالي عام 2006.

## النسب والأوسمة
- تشكلت في 1 أكتوبر 1933 في الجيش النظامي باسم الكتيبة الثانية، المهندسين 36.
- فُعل في 1 يونيو 1941 في Plattsburg Barracks، نيويورك.
- أعيد تعيينها في 1 أغسطس 1942 إلى الكتيبة الثانية، كتيبة المهندسين القتالية السادسة والثلاثين.
- أعيد تنظيمها وإعادة تسميتها في 15 فبراير 1945 باسم كتيبة المهندسين القتالية رقم 2827.
- عُطلت في 25 فبراير 1946 في معسكر كيلمر بولاية نيو جيرسي.
- أُعيد تعيينها في 29 أبريل 1947 لتصبح كتيبة المهندسين القتالية الرابعة عشرة.
- فُعلت في 15 مارس 1950 في اليابان
- أعيد تنظيمها وتسميتها في 15 آذار (مارس) 1954 لتصبح كتيبة المهندسين الرابعة عشرة.
- عُطلت في 25 يونيو 1958 في كوريا.
- فُعلت في 17 يونيو 1962 في فورت براج بولاية نورث كارولينا.
- أعيد تنظيمها في اللواء 14 كتيبة المهندسين أغسطس 2014، ونقلت إلى اللواء الثاني، فرقة المشاة الثانية.

## منظمة
تتكون الوحدة من:
- مقر الشركة.
- شركة ألفا.
- شركة برافو.
- سرية المخابرات العسكرية.
- شركة سيجنال.
- شركة مكافحة الدبابات.
- الفصيلة الكيميائية.

### المشاركة في حملة الائتمان الحرب العالمية الثانية
- المغرب الجزائري الفرنسي (مع رأس السهم)
- تونس
- صقلية (مع رأس السهم)
- نابولي فوجيا (مع رأس السهم)
- أنزيو (مع رأس السهم)
- روما أرنو
- جنوب فرنسا (مع رأس السهم)
- راينلاند
- آردن الألزاس
- اوربا الوسطى

### المشاركة في حملة الائتمان الحرب الكورية
- دفاعية للأمم المتحدة
- هجوم الامم المتحدة
- تدخل CCF
- أول هجوم مضاد للأمم المتحدة
- هجوم الربيع CCF
- هجوم صيف خريف الأمم المتحدة
- الشتاء الكوري الثاني
- كوريا، صيف - خريف 1952
- الشتاء الكوري الثالث
- كوريا، صيف 1953

### المشاركة في حملة الائتمان حرب فيتنام
- هجوم مضاد
- الهجوم المضاد II
- الهجوم المضاد III
- هجوم تيت المضاد
- الهجوم المضاد V
- الهجوم المضاد السادس
- تيت 69 / هجوم مضاد
- صيف خريف 1969
- شتاء ربيع 1970
- الهجوم المضاد للملاذ
- الهجوم المضاد، السابع

### المشاركة في حملة الائتمان عملية حرية العراق
- تحرير العراق
- انتقال العراق
- الحكم العراقي
- القرار الوطني
- الطفرة العراقية
- السيادة العراقية

### حملة ائتمان المشاركة عملية الحرية الدائمة
- الانتقال الأول

## جوائز الوحدة
- الثناء وحدة الجدارة [الإنجليزية] لعملية الحرية الدائمة 2011-2012
- الثناء وحدة الجدارة [الإنجليزية] (الجيش) لعملية حرية العراق 2008-2009
- كتيبة العمل القتالي، ستايرر مطرزة (الجيش) لـ 67٪ من جنود الكتيبة الذين حصلوا على شارة العمل القتالي، عملية حرية العراق 2005-2006
- الثناء وحدة الجدارة [الإنجليزية] (الجيش) لعملية حرية العراق 2005-2006
- جائزة الوحدة الشجاعة [الإنجليزية] (الجيش) لتشكيل عملية تريل بليزر أثناء عملية حرية العراق 2003-2004
- ميدالية الأعمال المدنية [الإنجليزية] لفيتنام 1970-1971
- الثناء وحدة الجدارة [الإنجليزية] (جيش) لفيتنام 1966-1967
- وسام التنويه للوحدة الرئاسية [الإنجليزية] للفصيلة الثانية، شركة ألفا للبطولة فقط، فيتنام 1966
- الاقتباس من الوحدة الرئاسية الكورية [الإنجليزية] بشركة ألفا فقط لتطهير حقول الألغام، كوريا 1950-1951
- الثناء وحدة الجدارة [الإنجليزية] (الجيش) لشركة فقط، كوريا 1950-1951
- الثناء وحدة الجدارة [الإنجليزية] (جيش) بدون شركة أ، كوريا 1950-1951

## روابط خارجية
- الموقع الرسمي
- جمعية كتيبة المهندسين الرابعة عشر